# 引揚者団体全国連合会
社団法人引揚者団体全国連合会（ひきあげしゃだんたいぜんこくれんごうかい）は、厚生労働省所管の社団法人で1948年（昭和23年）に設立された。

## 概要
- 所在：東京都千代田区永田町1-11-28相互永田町ビル2F
- 理事長：衛藤征士郎
- 常務理事：渡部行久
- 常務理事：阿久津英雄
- 常務理事：神田信浩

## 事業
- 引揚者更生事業の企画、引揚者等啓発のための刊行物の発行、関係資料の収集、調査研究等